# William Kettner
William Kettner (ur. 20 listopada 1864 w Ann Arbor, zm. 11 listopada 1930 w San Diego) – amerykański polityk, członek Partii Demokratycznej.

## Działalność polityczna
W okresie od 4 marca 1913 do 3 marca 1921 przez cztery kadencje był przedstawicielem nowo utworzonego 11. okręgu wyborczego w stanie Kalifornia w Izbie Reprezentantów Stanów Zjednoczonych.